# Earley
Pour les articles homonymes, voir Earley (homonymie).
Earley est une ville d'Angleterre dans le Berkshire.